# Amelia Ávila
Amelia Ávila – chilijska judoczka.
Brązowa medalistka igrzysk Ameryki Południowej w 1982, a także mistrzostw panamerykańskich w 1982 roku.